# Fiat Marea
In 1996 introduceerde Fiat de Fiat Marea, de opvolger van de Fiat Tempra. Het model werd gelijk als berlina (sedan) en als Weekend (stationwagon) op de markt gebracht. De technische basis van de Marea werd gedeeld met de Fiat Bravo/Brava. Zoals ook bij zijn voorganger het geval was moest de Marea niet alleen met auto's uit het C-segment concurreren, maar ook met auto's uit het segment daarboven, aangezien Fiat sinds het verdwijnen van de Fiat 131 geen auto meer in het D-segment aanbood.
Net zoals bij de Bravo en Brava zijn de achterlichten van de Marea apart gevormd. Vooral die van de Weekend vallen op door de drie aparte clusters. Het zwarte kunststof waar die clusters in zitten lopen optisch door in de standaard dakrails, een detail dat de Lancia Lybra later zal overnemen. Specifiek voor de Weekend is de separaat neer te klappen achterbumper. Hierdoor kan de tildrempel verlaagd worden en het kan tevens dienstdoen als bankje. Het kan een gewicht aan van maximaal 250 kg. De voorgangers van de Marea Weekend beschikten ook over deze functie en het kan gezien worden als een typisch Fiat-detail.
Het interieur van de Marea komt grotendeels overeen met dat van de Brava, inclusief het instrumentenpaneel. Wel Marea specifiek zijn het 4-spaaksstuurwiel en de uitgebreidere middentunnel met extra kaartenvak en geïntegreerde middenarmsteun met opbergvak. De luxere uitvoeringen van de Brava zouden deze middentunnel later overnemen. De berlina heeft een bagageruimte inhoud van 430 liter. De Weekend biedt 500 liter. De Marea was de enige Fiat die leverbaar was met vijfcilinder diesel, de 2.4 TD met 125 pk en 250 Nm.

## Afbeeldingen

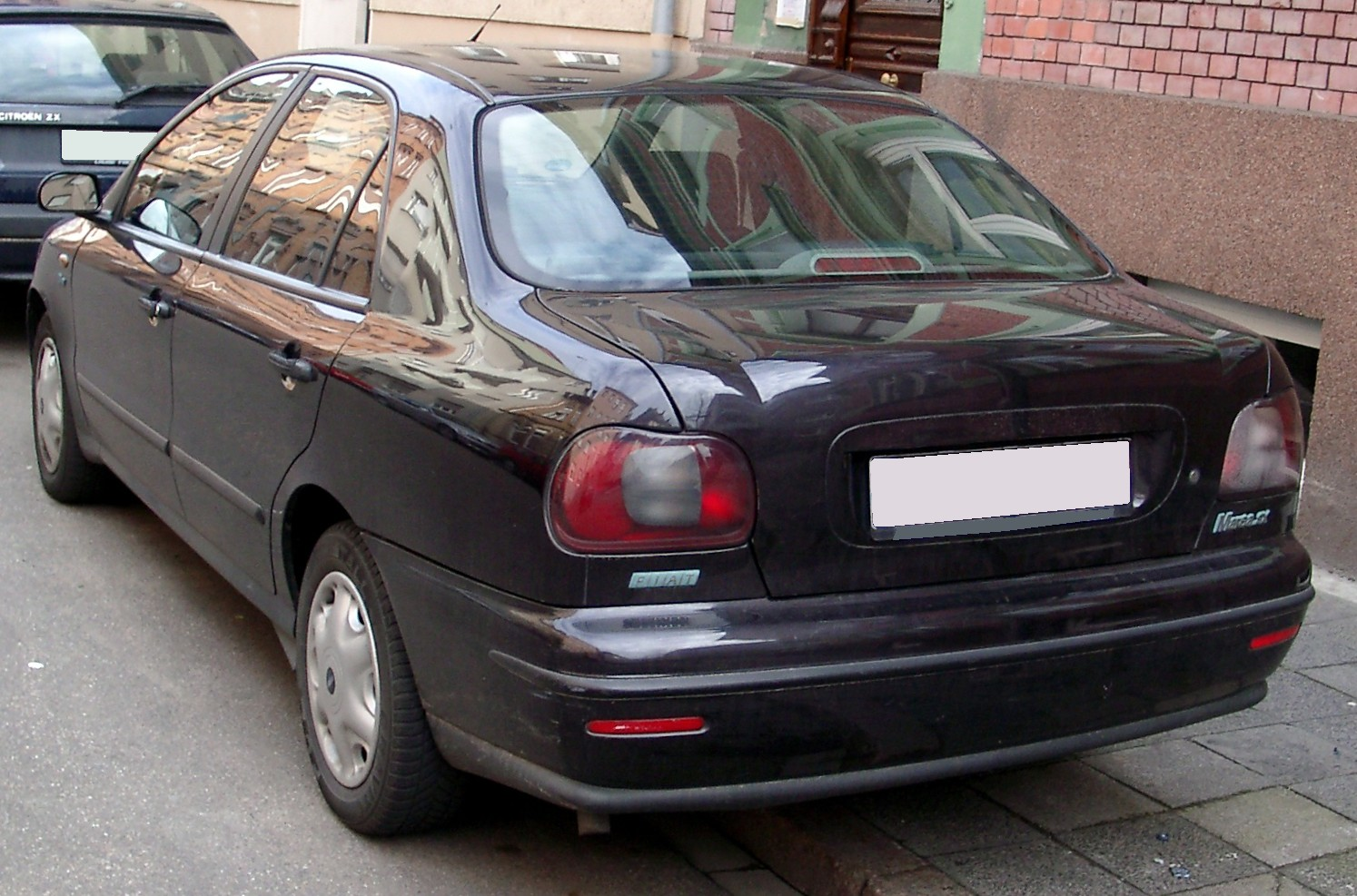
Fiat Marea Berlina
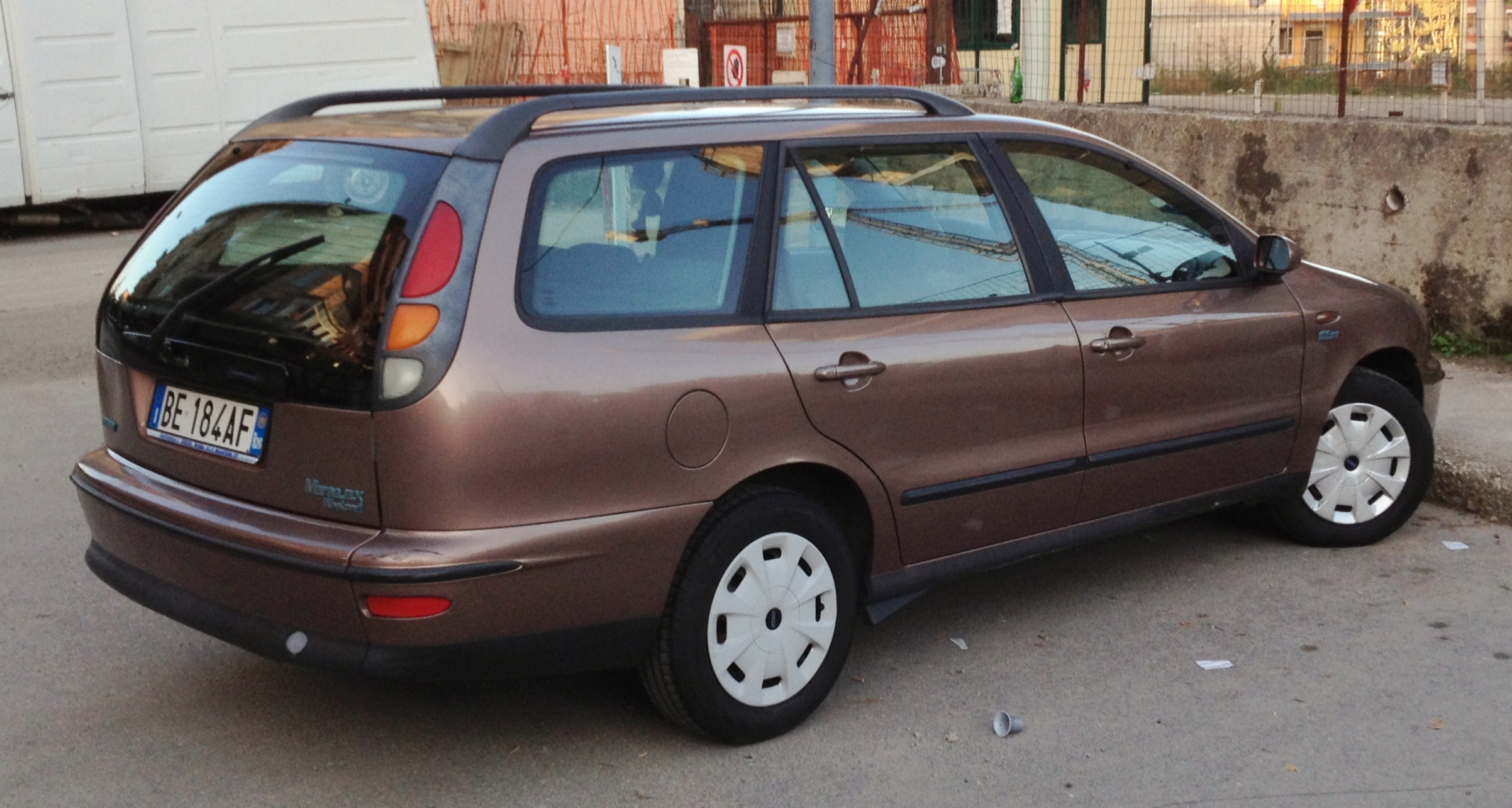
Fiat Marea Weekend

## Eerste model

### Motorenaanbod

#### Benzine
- 1.4 12v - 82 pk (alleen voor Griekenland en Portugal)
- 1.6 16v - 103 pk
- 1.8 16v - 113 pk
- 2.0 20v - 147 pk

#### Diesel
- 1.9 TD 75 - 75 pk
- 1.9 TD 100 - 100 pk
- 2.4 TD 125 - 125 pk

### Uitvoeringen
- SX (bumpers in carrosseriekleur, centrale portiervergrendeling, in delen neerklapbare achterbank, middenarmsteun achter, in hoogte verstelbaar stuur/bestuurdersstoel en 1 airbag)
- ELX (extra t.o.v. SX o.a.: elektrisch bedienbare/verwarmbare buitenspiegels, mistlampen, elektrische ruiten voor, veloursbekleding, deurgrepen in kleur en poly-elliptische halogeen koplampen)
- HLX (extra t.o.v. ELX o.a.: ABS, 15" lichtmetaal, airco, twee airbags, lederen stuur/versnellingspook, flankbeschermers in kleur en een alarm)

## Facelift
In 1998 voerde Fiat samen met de Bravo/Brava een aantal wijzigingen door bij de Marea. De 1.4 12v werd in de markten waar deze te koop was vervangen door de 1.2 16v en de TD 75 werd geschrapt. Tegelijk werden de overgebleven dieselmotoren voorzien van common-railtechniek. De 2.0 20v vijfcilinder kreeg ten slotte 8 pk's extra, wat het totaal op 155 pk brengt.
Het motorengamma zag er als volgt uit:

### Motorenaanbod

#### Benzine
- 1.2 16v - 82 pk (wederom alleen in Griekenland en Portugal)
- 1.6 16v - 103 pk
- 1.8 16v - 113 pk
- 2.0 20v - 155 pk

#### Diesel
- 1.9 JTD - 105 pk
- 2.4 JTD - 130 pk

In 2000 wijzigde Fiat de Marea nogmaals. De auto kreeg voortaan Fiats nieuwe ronde, blauwe logo (in 1999 geïntroduceerd wegens het honderdjarig bestaan van het merk) in plaats van de vijf schuine strepen. Ook voldeden alle motoren vanaf toen aan de Euro 3 uitstootnormen. De Marea kreeg verder een gewijzigd instrumentarium en standaard een tweede airbag.
In 2002 werd de Marea in 'St. Moritz' uitvoering leverbaar. Deze was gebaseerd op de ELX en is te herkennen aan de 'metallic-look' omhulsel van de achterlichten en dakrails. Verder beschikte de 'St. Moritz' uitvoering over metallic lak en een geïntegreerde radio/cd-speler . Deze uitvoering was alleen leverbaar als 1.6 16v en 1.9 JTD diesel.
In 2003 ging het model in Europa uit productie. In Brazilië en Turkije liep de productie echter nog een aantal jaren door (zie hieronder). De Marea Weekend werd opgevolgd door de Fiat Stilo Multi Wagon. De Marea berlina uiteindelijk door de Fiat Linea, die eveneens in beide landen geproduceerd zou worden.

## Brazilië
In 1998 nam Fiat de Marea ook in Brazilië in productie. In eerste instantie alleen als 2.0 20v vijfcilinder met 147 pk. Later voegde Fiat speciaal voor de Braziliaanse Marea een 2.0 20v Turbo aan het gamma toe, een motor die dus nooit in de Europese Marea verkocht is geweest. De motor leverde 185 pk. Later verlaagde Fiat wegens belastingredenen het vermogen van de atmosferische 2.0 20v naar 130 pk.
In 2001 kreeg de Marea een lichte facelift en een aantal nieuwe motoren. Het meest opvallend aan de facelift waren de achterlichten van de berlina. Die kreeg namelijk de lichten van de Lancia Lybra berlina. De nieuwe instapper werd de 1.8 16v met 135 pk. De 2.0 20v werd vervangen door een 2.4 20v vijfcilinder, bekend van onder meer de Lancia Kappa, met 160 pk. Eind 2005 kwam daar nog een 1.6 16v met 110 pk bij.
In 2007 liep de productie van de Marea dan eindelijk ten einde. In totaal zijn er in Brazilië 69 481 eenheden, waarvan merendeels berlina's, geproduceerd.
Huidige modellen: 
124 Spider ·
500 ·
500e ·
500L ·
500X ·
600 ·
Aegea ·
Argo ·
Cronos · 
Doblò · 
Ducato ·
Fiorino ·
Fullback ·
Linea ·
Palio · 
Panda · 
Punto · 
Qubo ·
Scudo · 
Siena ·
Strada ·
Tipo · 
Ulysse
Historische modellen na de Tweede Wereldoorlog: 
124 · 
125 · 
126 · 
127 · 
128 · 
130 · 
131 · 
132 · 
133 · 
147 · 
148 · 
242 ·
500 ·
600 · 
600 Multipla · 
850 · 
1100 · 
1200 · 
1300/1500 · 
1400/1900 · 
1800/2100 · 
2300 · 
Albea ·
Argenta · 
Barchetta · 
Bianchina ·
Bravo · 
Brío · 
Campagnola · 
Cinquecento · 
Coupé · 
Croma · 
Dino · 
Duna · 
Elba ·
Fiorino ·
Freemont ·
Grande Punto ·
Idea ·
Marea · 
Marengo · 
Mod 5 · 
Multipla · 
Oggi · 
Panorama · 
Penny · 
Prêmio · 
Regata · 
Ritmo · 
Sedici ·
Seicento · 
Spazio · 
Stilo ·
Talento · 
Tempra · 
Tipo · 
Turbina · 
Uno · 
Vivace · 
X1/9
Historische modellen voor de Tweede Wereldoorlog: 
1 · 
1T · 
10 HP · 
12 HP · 
24 HP · 
2B Torpedo · 
4 HP · 
501 · 
502 · 
503 · 
505/507 · 
508 · 
509 · 
510/512 · 
514 · 
515 · 
518 · 
519 · 
520 · 
521 · 
522 · 
524 · 
525 · 
527 · 
60 HP · 
70 · 
801 · 
1100 · 
1500 · 
2800 · 
Brevetti · 
Laundolet · 
Modello O · 
Tipo 2 · 
Tipo Torpedo · 
Topolino · 
Zero